# Ion Pana
Ion Pana, född 26 november 1921 i Bukarest, död 23 mars 2015 i Malmö, var en rumänsk konstnär. Pana studerade vid Konstakademien i Bukarest mellan 1941 och 1946. Hans måleri är helt abstrakt och nonfigurativt.  

## Separatutställningar
- Siamezagalleriet Bukarest 1965
- Mihai Vodå Galleriet Bukarest 1970
- Duncangalleriet Paris 1970
- Centro Turistico studenzesco e giovanile, Rom, Italien 1977
- Orizontgalleriet Bukarest 1980
- Kultur Center Köpenhamn 2004
- Galleri Ur Malmö 2006
- Elite Art Galleri Bukarest 2008
- Staffanstorps Konsthall 2008
- Galleri Sagoy 2012

## Representerad
- Rumäniens Nationella Konstmuseum, Bukarest
- Konstmuseet Galati, Rumänien
- Konstmuseet Oradea, Rumänien
- Konstmuseet Alba Iulia, Rumänien
- Representerad i privata konstsamlingar i Frankrike, Schweiz, Rumänien

## Stipendier
- Frida och Otto Janssons fond
- Aase och Richard Björklunds - Malmö Konstmuseum